# Wilko Müller junior
Wilko Müller jr. (* 1962 in Halle (Saale)) ist ein deutscher Science-Fiction- und Fantasy-Autor und Herausgeber der Edition SOLAR-X. Der Astronomie- und Physiklehrer ist auch als Übersetzer (Englisch / Deutsch) tätig. Für einige Jahre war er Verlagsmitarbeiter beim Projekte-Verlag in Halle (Saale), danach Dozent in Berlin. Heute arbeitet er als Lehrer in Baruth.
Wilko Müller jr. war lange als Science-Fiction-Fan aktiv. Er gründete Anfang 1989 in Halle-Neustadt den Andromeda SF Club und rief das Fanzine SOLAR-X ins Leben. Bis 2006 hat er zusammen mit anderen Clubmitgliedern und vielen clubfremden Autoren 180 der lange Zeit monatlich erscheinenden Hefte publiziert. In seinem Verlag Edition SOLAR-X verlegt er heute Phantastik und andere Literatur, unter anderem Werke von Alexander Kröger.

## Biografie
Geboren und aufgewachsen im anhaltinischen Halle, legte er hier auch sein Abitur ab. Nach dreijähriger Dienstzeit in der Nationalen Volksarmee der DDR folgte ein Lehrerstudium in Astronomie und Physik an der Universität Jena. Für kurze Zeit danach als Lehrer und Leiter der kleinen Amateur-Sternwarte in Halle-Neustadt tätig, brachte der gesellschaftliche Umbruch der DDR auch für ihn Lebensumbrüche mit sich. In den folgenden Jahren war er jeweils als Dozent für die Erwachsenenbildung, als Übersetzer bzw. als Selbständiger im Direktverkauf tätig und machte eine Umschulung zum Marketingreferenten. Später war er acht Jahre beim halleschen Projekte-Verlag im Vertrieb und als Lektor und gleichzeitig auch wieder als Übersetzer tätig. Seit 2014 mit seinem eigenen Verlag SOLAR-X selbständig, arbeitet er gleichzeitig als Lehrer bzw. Dozent im Raum Berlin-Brandenburg. Wilko Müller ist verheiratet und wohnt in Zossen.

## Bibliografie

### Science Fiction & Fantasy
- Zauberer des Alls (Roman) (Oberlausitzer Verlag, Waltersdorf 1990)
- Operation Asfaras (Roman) (Edition SOLAR-X, Halle 1991, 2. Auflage 2003, Paperback)
- Die Zeitläufer (Mosaikroman) zusammen mit R. Mienert (Edition SOLAR-X, Halle 1994)
- Stronbart Har (Roman) zusammen mit P. D. Laner (Edition SOLAR-X, Halle 1992–94; 2. Auflage 2003, Paperback; 3. Auflage im Projekte-Verlag 188, Halle 2006; 4. Auflage im Editia-Verlag, Dresden 2012)
- Der Ypsilon-Faktor (Erzählungen) (Edition SOLAR-X, Halle 2004, Paperback)
- Aus der Geschichte des Trödelmondes, In: Geschichten vom Trödelmond  (Hrsg.: Olaf R. Spittel, Verlag Das Neue Berlin 1990)
- Der Y-Faktor (Story), In: Alien Contact Nr. 23 (Hrsg.: Kulturring in Berlin e.V. Kulturbund Treptow 1996)
- Silit (Story), In: De Tijdlijn. Driemaandelijks Algemeen Literair Tijdschrift (Geraardsbergen (Belgien) 1996)
- Mandragora (Story) in: „Eröffnungen“ (Literaturbüro Sachsen-Anhalt Süd, Halle 1996)
- Das Ufo (Story) in: „Schriftsteller in Sachsen-Anhalt“ (Förderkreis der Schriftsteller in Sachsen-Anhalt e.V., Halle 1999)
- Der Ypsilon-Faktor (Story) in: „Deus Ex Machina“ (2004 www.storyolympiade.de)
- Schatten des Chaos / Ramdorkan – Das Tor der Dunkelheit – Teil 1+2 (Roman) (Edition SOLAR-X, Halle 2004/2005, Paperback)
- Mandragora (Story) in: „Fur Fiction“, herausgegeben von Helge Lange (Edition SOLAR-X, Halle 2005)
- Im Himmel (Story) in: „Schriftsteller in Sachsen-Anhalt 2005“ (Förderkreis der Schriftsteller in Sachsen-Anhalt e.V., Halle 2005)
- Hass (Story) in: „Das schwerste Gewicht“ (Jahresanthologie des EDFC, 2005)
- Finsternisse und Sonnen (Lyrik) (1. Auflage Projekte-Verlag, 2008, Paperback)
- Das Haus (Roman) (1. Auflage Projekte-Verlag, 2009, Paperback)
- Sterne und Abgründe (Memoiren) (1. Auflage JFF, 2010, Hardcover)
- Mission Nirwana (Roman) (1. Auflage JFF, 2010, Paperback)
- Die Reise ins Elektrische Schloss (Erzählung) zusammen mit Arjen A. Lucassen (1. Auflage JFF, 2011, Taschenbuch; engl. Fassung Projekte-Verlag 2013)
- Fräulein Schmidt und die Maske der Mona Lisa (Roman) (1. Auflage Projekte-Verlag, 2011, Taschenbuch)
- Fräulein Schmidt und die Suche nach Atlantis (Roman) (1. Auflage Projekte-Verlag, 2012, Taschenbuch)
- Fräulein Schmidt und die Reise nach Mexiko (Erzählung) (TES Erfurt, 2012, Heftreihe BunTES Abenteuer 8/2012)
- Fräulein Schmidt und das Geheimnis der Pyramiden (Roman) (1. Auflage Projekte-Verlag, 2013, Taschenbuch)
- Fräulein Schmidt und das Schwert des Feuerriesen (Roman) (1. Auflage Projekte-Verlag, 2013, Taschenbuch)
- Fräulein Schmidt und das Vermächtnis des Großen Jaguar (Roman) (1. Auflage Edition SOLAR-X, 2014, Taschenbuch)
- Fräulein Schmidt und der Heilige Berg (Roman) (1. Auflage Edition SOLAR-X, 2016, Taschenbuch)
- Der letzte Zeitläufer (Roman) (1. Auflage Edition SOLAR-X, 2019, Taschenbuch)

### Anderes
- Faszination der Finsternis (Lyrik) (Edition SOLAR-X, Halle 1993)
- Gewalt in der phantastischen Literatur (Essay), In: Wer dem Rattenfänger folgt (Förderkreis der Schriftsteller in Sachsen-Anhalt e.V., Halle 1998)
- Triptychon (Gedicht), In: Im Gleichklang. Junge Kunst in einer jungen Stadt (Hrsg.: Rat der Stadt Halle-Neustadt 1982)
- Triptychon (Gedicht) und Seert (Story), In: Denn wir sind von dieser Welt. Anthologie schreibender Kinder und Jugendlicher der Stadt Halle (Hrsg.: Stadtkabinett für Kulturarbeit Halle 1984)